# 生祠
生祠是漢字文化圈一种傳統民俗信仰。生祠为活着的人立祠庙，进而祭祀，称为立生祠，以表示內心的感戴和欽敬之意。

## 历史
西汉栾布为燕國的國相，燕齐之间为其立社廟，号「栾公社」；石庆为齊國的國相，齐人为立石相祠。此为立生祠之始。
唐朝對於現任官員立碑或立祠都有一定限制，《唐律疏議》載妄自遣人立生祠或德政碑者，要受到“諸在官長吏，實無政跡，輒立碑者，徒一年”的處份。《日知錄》稱唐朝“當日碑祠之難得”。
明代時，滕縣百姓為紀念在當地為官清廉而即將去燕京赴任的趙邦清，為他修建了生祠，“黃童白叟，羅而拜之”。
明熹宗天启年间，权阉司禮監秉筆太監魏忠贤擅自把持朝政，权倾天下，许多谄媚者抑或是畏惧其气焰者，为他立生祠。天启七年（1627年）五月，太學生陆万龄上书，称魏忠贤可与孔子相提并论，因为“孔子作《春秋》，忠贤作《要典》。孔子诛少正卯，而忠贤诛东林”。天啟七年四月，袁崇煥與兵部尚书阎鸣泰上奏，稱頌魏忠賢的功德，並要求在寧遠、前屯兩地為魏忠賢修建生祠。其后，魏忠贤生祠“几遍天下”，“每一祠之费，多者数十万，少者数万”，且“剥民财，侵公帑，伐树木无算”黄运泰造生祠迎塑像时，“五拜三稽首”，“率文武将吏列班阶下，拜稽首如初”。顧炎武曾感嘆：“今代無官不建生祠，然有去任未幾，而毀其像，易其主者。”。臺灣林爽文之亂後，曾於臺灣府城、嘉義等地，建福康安等功臣生祠，以示成德。並有御製功臣生祠紀事詩一首。明清時期修建祠堂達到巅峰狀態，而生祠自古有之，祠堂家廟之建既然興盛，立碑建生祠，自然不比唐宋之前規矩多，同樣的明清亦是旌表牌坊興建最多的兩個年代，為明清的普遍現象。北洋军亦曾为袁世凯设立长生牌位。